# Universidade de Aveiro
A Universidade de Aveiro (UA) é um estabelecimento de ensino superior público em Portugal, sedeado na cidade de Aveiro. Criada em 1973, num contexto de expansão e renovação do ensino superior em Portugal, a UA logo se transformou numa universidade de referência devido à alta qualidade da sua investigação, do seu corpo docente e das suas infraestruturas.
Para além dos seus cursos de licenciatura, a UA possui um vasto leque de cursos de formação especializada (CFEs), cursos de especialização tecnológica (CETs), de mestrado e de doutoramento.
A 15 de dezembro de 2023, foi agraciada com o grau de Membro-Honorário da Ordem da Instrução Pública.

## Curiosidades
- Em 2011, a Universidade de Aveiro foi considerada uma das melhores universidades da Europa e a melhor de Portugal, segundo o ranking da revista britânica Times Higher Education (THE). [2]
- Em 2011, a ex-reitora da UA, Maria Helena Nazaré, foi nomeada presidente da Associação das Universidades Europeias.[3]
- A Universidade de Aveiro está na vanguarda da investigação universitária em Portugal, de acordo com um estudo do ex-reitor da Universidade Nova de Lisboa, Luís Sousa Lobo, que mostra que cada docente da UA publica, em média, 1,5 artigos científicos por ano.[4]
- O conhecido motor de busca português SAPO foi criado na Universidade de Aveiro, em 1995.[5]
- Em 2009, a Universidade de Aveiro ficou em 137.º lugar na área das engenharias, no ranking internacional «Higher Education Evaluation and Accreditation Council of Taiwan», seguida da Universidade Técnica de Lisboa (189.º) e da Universidade do Porto (257.º).[6]
- A Universidade de Aveiro foi campeã mundial de futebol robótico em 2008.[7]
- A Universidade de Aveiro envia e recebe alunos de diversos países do mundo. Um exemplo é a Miss Japão 2010, Maiko Itai, que estudou português durante um ano na Universidade de Aveiro.[8]
- A área do campus da Universidade de Aveiro é equivalente a 92 campos de futebol.[9]

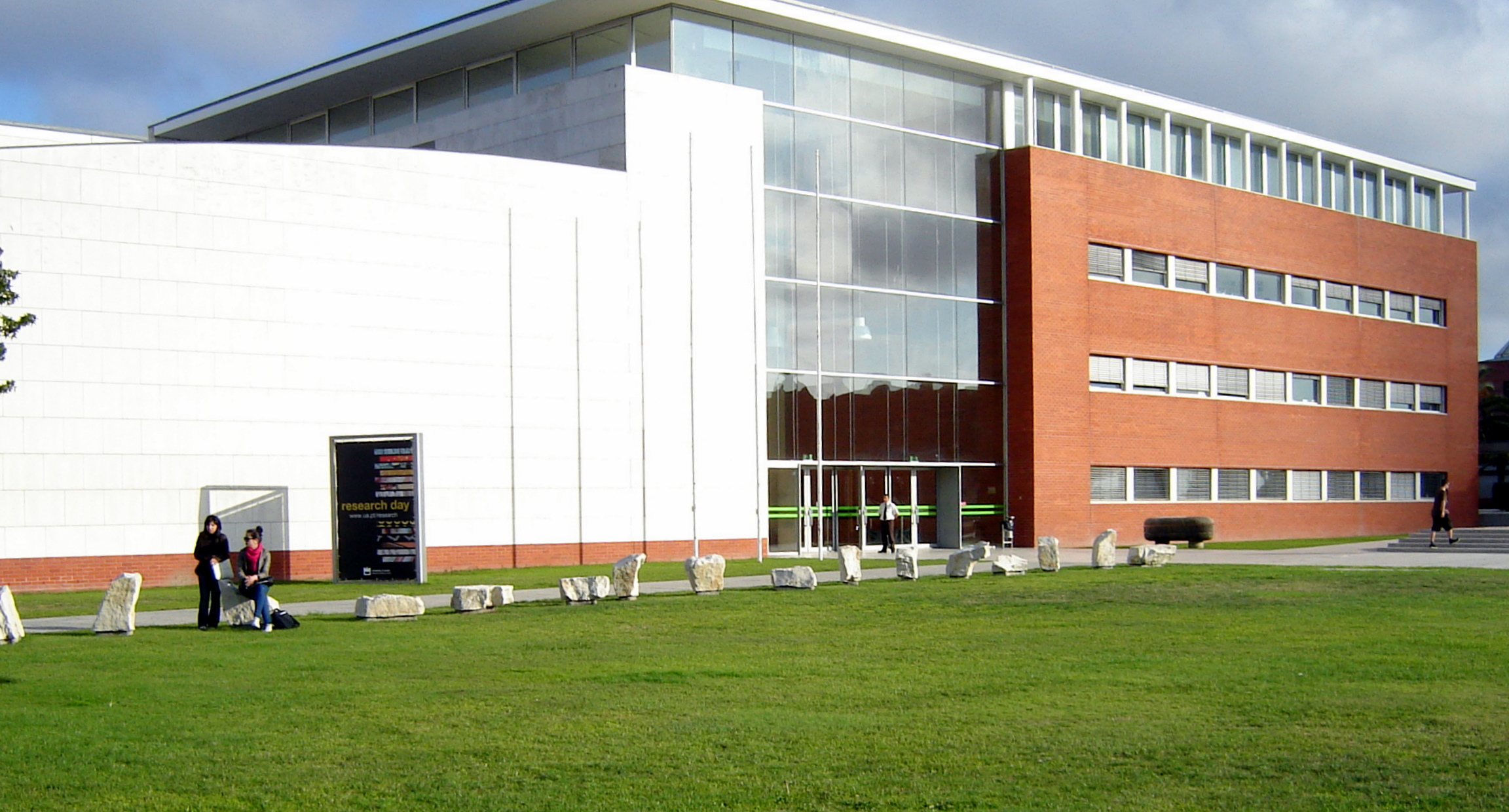
Reitoria da UA

## Localização
A Universidade de Aveiro concentra-se quase integralmente em Aveiro, no Campus Universitário de Santiago, uma vasta área situada entre a zona lagunar das salinas e o centro da cidade. As exceções são a Escola Superior de Tecnologia e Gestão de Águeda, a Escola Superior de Design, Gestão e Tecnologias da Produção Aveiro Norte, com sede em Oliveira de Azeméis, e algumas residências dispersas pelo distrito.
O Campus de Santiago dispõe de espaços naturais e é composto por cerca de 40 edifícios: edifícios de ensino, de investigação, de apoio administrativo e técnico, residências, cantinas, bares, farmácia,  bibliotecas, livraria, papelaria, centro de saúde universitário, agência bancária (Caixa Geral de Depósitos), correios (CTT), reprografia, loja da Universidade, complexo desportivo (com pista de atletismo), salas para espetáculos e conferências, galerias para exposições, jardim infantil e creche. Além disso, o hospital fica logo ao lado da universidade. Ao contrário do que sucede com outras universidades, aqui encontram-se reunidas num único espaço todas as infraestruturas de estudo, de investigação, de apoio, culturais, desportivas e de lazer, oferecendo praticamente todas as condições necessárias aos que fazem parte da comunidade académica da UA.

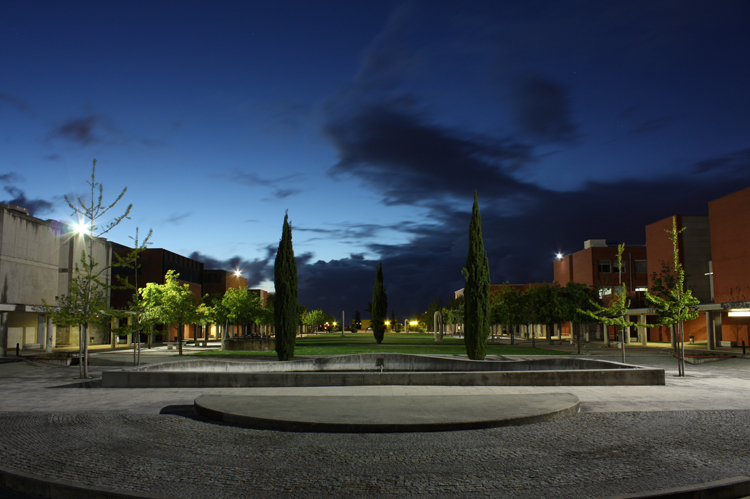
Vista Panorâmica do Campus de Santiago

Com edifícios projetados pelos melhores arquitetos portugueses, de entre os quais Álvaro Siza Vieira (Biblioteca Universitária), Eduardo Souto de Moura (Departamento de Geociências), Adalberto Dias (Departamento de Engenharia Mecânica), Alcino Soutinho (departamentos de Química e de Engenharia Cerâmica e do Vidro), Vítor Figueiredo (Complexo Pedagógico, Científico e Tecnológico), Aires Mateus (Cantina do Polo II), etc., o Campus Universitário de Santiago é uma sala de exposições da moderna arquitetura portuguesa, visitada todos os anos por milhares de arquitetos e estudantes de arquitetura de todo o mundo.

## Estrutura Orgânica

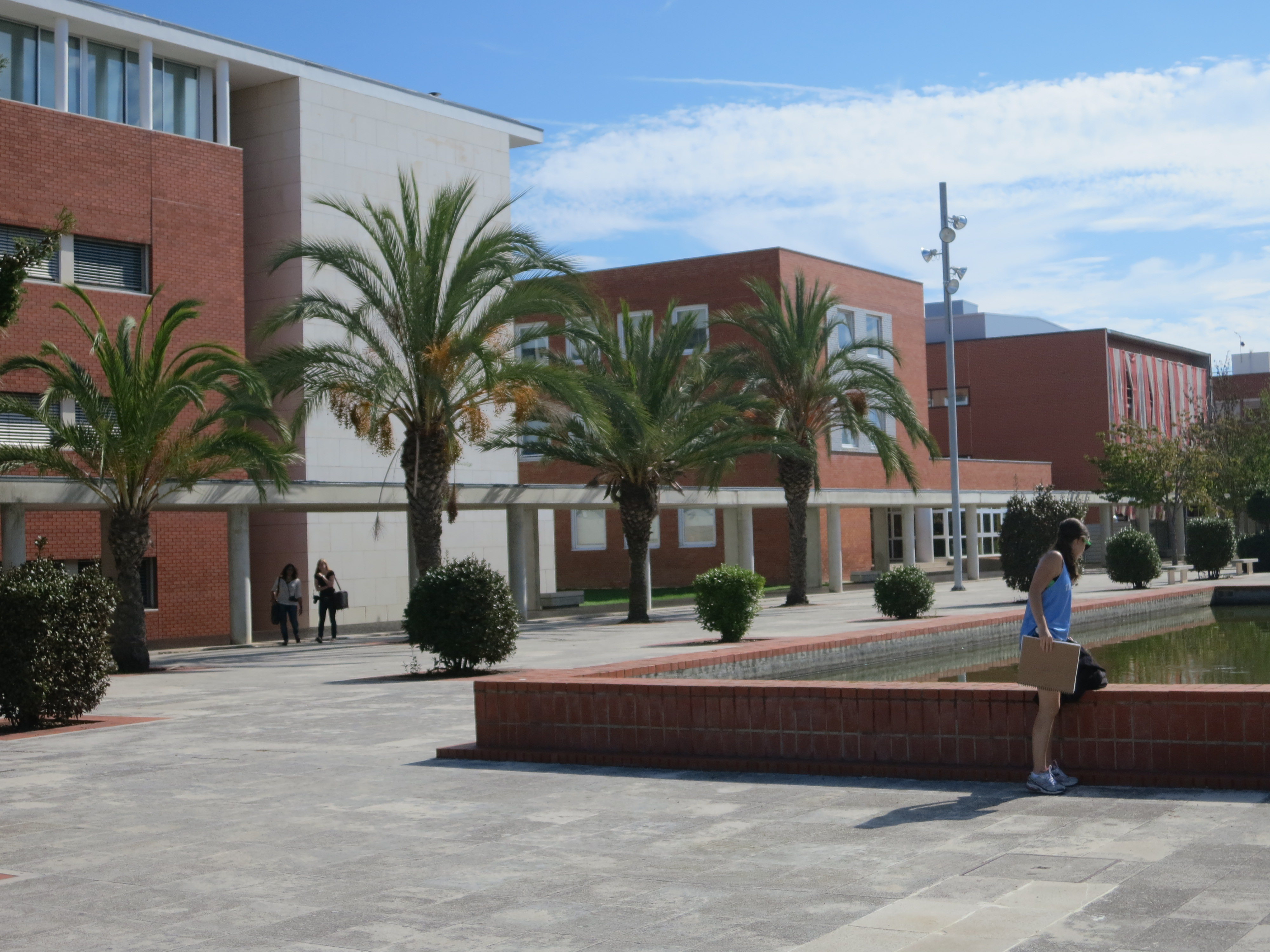
Edifícios da universidade.

### Departamentos e escolas politécnicas
A UA encontra-se dividida em 16 departamentos e 4 escolas politécnicas :
- Departamento de Ambiente e Ordenamento (DAO)
- Departamento de Biologia (DBio)
- Departamento de Ciências Médicas (DCM)
- Departamento de Ciências Sociais, Políticas e do Território (DCSPT)
- Departamento de Comunicação e Arte (DeCA), contíguo ao mais recente edifício da UA, o Complexo das Ciências de Comunicação e Imagem (CCCI)
- Departamento de Economia, Gestão, Engenharia Industrial e Turismo (DEGEIT)
- Departamento de Educação e Psicologia (DEP)
- Departamento de Eletrónica, Telecomunicações e Informática (DETI)
- Departamento de Engenharia de Materiais e Cerâmica (DEMaC)
- Departamento de Engenharia Civil (DECivil)
- Departamento de Engenharia Mecânica (DEM)
- Departamento de Física (DFis)
- Departamento de Geociências (DGeo)
- Departamento de Línguas e Culturas (DLC)
- Departamento de Matemática (DMat)
- Departamento de Química (DQ)
- Escola Superior de Design, Gestão e Tecnologias da Produção Aveiro Norte (ESAN)
- Escola Superior de Saúde da Universidade de Aveiro (ESSUA)
- Escola Superior de Tecnologia e Gestão de Águeda (ESTGA)
- Instituto Superior de Contabilidade e Administração da Universidade de Aveiro (ISCA-UA)

## Investigação
A Universidade de Aveiro (UA) é uma instituição de referência na área da investigação,[carece de fontes?] onde se desenvolvem produtos e soluções inovadoras que contribuem para o avanço da ciência e tecnologia. É um parceiro privilegiado de empresas e organizações nacionais e internacionais com as quais colabora em inúmeros projetos e para as quais fornece serviços significativos.
Os projetos de investigação na UA desenvolvem-se no âmbito de 19 unidades de investigação, das mais variadas áreas científicas. 52% dessas unidades de investigação obtiveram classificação de Muito Bom, Excelente ou Excecional na última avaliação promovida pela Fundação para a Ciência e Tecnologia[carece de fontes?] e integram 64% do total de investigadores da UA.
A UA alcançou uma posição significativa entre as instituições de Ensino Superior em Portugal, sendo uma das melhores universidades em relação à qualidade das infra-estruturas, capacidade de investigação e a excelência dos seus recursos humanos.[carece de fontes?]
Desde 1998, integra o Consórcio Europeu de Universidades Inovadoras (ECIU) [1], um cluster internacional de universidades de investigação, com uma ênfase coletiva sobre a inovação, criatividade e impacto na sociedade, que visam impulsionar o desenvolvimento de uma economia baseada no conhecimento. Cada membro compartilha uma série de características distintivas com um forte compromisso com a inovação e investigação aplicada, com laços estreitos com parceiros da indústria. Sendo a investigação da UA uma forte vertente, durante 2015 decorreram 316 projetos de investigação e de transferência de tecnologia.[carece de fontes?] 80 destes projetos são/foram financiados por programas europeus  e/ou internacionais, dos quais 27 pelo 7º Programa-Quadro, 13 pelo Horizonte 2020 e 17 pelo ERASMUS+.
Em termos de rankings universitários, a UA tem constantemente sido reconhecida como uma universidade de excelência e ocupa posições elevadas nos rankings da área, figurando entre as melhores universidades,[carece de fontes?] especialmente nos rankings baseados na investigação, como, por exemplo, o NTU,  onde a Universidade atingiu a posição 145 para a área de engenharia química; 147 para as ciências dos materiais; 151 para engenharia; 178 para o ambiente / ecologia e 189 para a química.[carece de fontes?] Outro exemplo da excelência da UA é a sua posição como primeira universidade portuguesa e a 83ª no mundo, de acordo com o Times Higher Education 150 Under 50 Rankings 2016.[carece de fontes?]
Na edição de 2017 do Ranking de Xangai, a instituição ficou classificada no intervalo [401-500], sendo a terceira universidade portuguesa mais bem colocada naquela classificação, após a Universidade de Lisboa e a Universidade do Porto.

### Unidades de Investigação
A investigação na UA desenvolve-se no âmbito de 19 unidades de investigação, das mais variadas áreas científicas.
- CESAM - Centro de Estudos do Ambiente e do Mar

- CIC-DIGITAL - Centro de Investigação em Comunicação, Informação e Cultura Digital

- CICECO - Instituto de Materiais de Aveiro

- CIDMA - Centro de Investigação e Desenvolvimento em Matemática e Aplicações

- CIDTFF - Centro de Investigação - Didáctica e Tecnologia na Formação de Formadores

- CLLC - Centro de Línguas, Literatura e Culturas

- CINTESIS - Centro de Investigação em Tecnologias e Serviços de Saúdeh

- CIPES - Centro de Investigação de Políticas do Ensino Superior

- GEOBIOTEC - Geobiociências, Geoengenharias e Geotecnologias

- GOVCOPP - Unidade de Investigação em Governança, Competitividade e Políticas Públicas

- IBIMED - Instituto de Biomedicina da Universidade de Aveiro

- ID+ - Instituto de Investigação em Design, Media e Cultura

- IEETA - Instituto de Engenharia Electrónica e Telemática de Aveiro

- INET-Md - Instituto de Etnomusicologia – Centro de Estudos em Música e Dança

- I3N - FSCOSD - Instituto de Nanoestruturas, Nanomodelação e Nanofabricação

- IT - Instituto de Telecomunicações

- QOPNA - Unidade de Investigação de Química Orgânica, Produtos Naturais e Agroalimentares

- RISCO - Riscos e Sustentabilidade na Construção

- TEMA - Centro de Tecnologia Mecânica e Automação